# Fregatka obecná

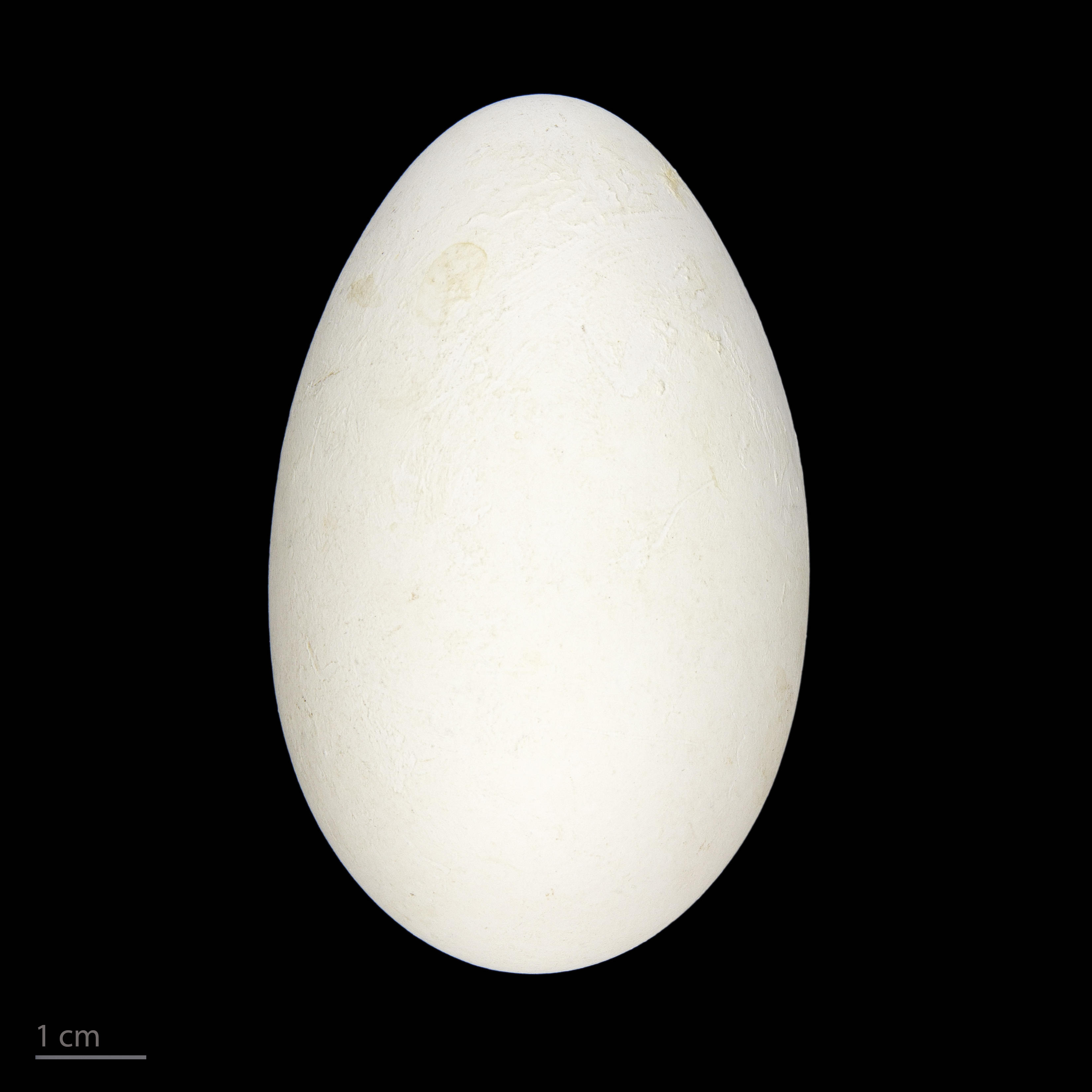
Vejce fregatky obecné

Fregatka obecná (Fregata minor) je druh mořského ptáka z řádu terejové (Suliformes) a čeledi fregatkovití (Fregatidae) vyskytující se na Galapágách, v Asii, Indickém a Atlantském oceánu. Kromě toho žijí také v Brazílii, Severní Americe a východní Africe. Je to částečně tažný pták.

## Popis
Fregatka obecná má největší rozpětí křídel v poměru k tělesné hmotnosti ze všech ptáků. Dorůstá délky 85–105 cm, hmotnosti 1–1,8 kg a rozpětí křídel může být 205–230 cm.
Tento druh vykazuje výrazný pohlavní dimorfismus. Samec je o něco menší černý s výrazným červeným vakem na hrdle, a ten, když je vypuštěn, připomíná vyfouknutý balónek. Samice je o něco větší než samec a je také černá, ale břicho, hruď a předek krku má bílé. Oba mají dlouhý, zahnutý zobák, dlouhé vidlicovité ocasy a malé nohy. Pohlaví ptáka lze rozpoznat už při prvním pohledu.

## Potrava
Živí se ve vzduchu lovem ryb a občas i malých ptáků. Často se dopouští kleptoparazitismu a provokuje ostatní ptáky, aby pustili svou kořist. Méně často se také živí na pobřeží mrtvými rybami, mláďaty mořských želv nebo jiných mořských ptáků. Dokáže létat nepřetržitě i dva měsíce v kuse.

## Rozmnožování
V době námluv se samečeci shlukují do těsných skupin na stromech, nafukují své hrdelní vaky, třesou křídly a klapají zobákem a vábí tak samičky.Ty krouží nad nimi a vybírají si partnera. Samci bojující o samici mají nafouknutý vak a hrozí nebezpečí, že ho jiný samec propíchne. Pro fregatku to znamená smrt. Hnízdem je řídká stavba z větviček na nízkém keři či stromě a obvykle si je vytváří na ostrovech. Samice fregatek snáší jen jedno, vzácně i dvě vejce jednou za dva roky. Fregatky obecné dosahují pohlavní dospělosti v 5 až 7 letech života.